# Þórður kakali Sighvatsson
Þórður kakali Sighvatsson (más conocido como  Thordhur kakali que probablemente significa «tartamudo», 1210 - 1256), fue un caudillo medieval del siglo XIII que jugó un papel principal en el periodo de la guerra civil de la Mancomunidad Islandesa conocido como Sturlungaöld. Pertenecía al clan familiar de los Sturlungar. Era hijo de Sighvatur Sturluson y de Halldóra Tumadóttir.
Tras la muerte de su hermano Sturla Sighvatsson en la batalla de Örlygsstaðir en 1238, Þórður regresó a Islandia desde Noruega hacia 1242 donde se dedicó durante unos años a viajar por la isla reuniendo fuerzas para asegurar su vida y vengar la muerte de miembros de su familia.
En 1244 Þórður se asentó en Vestfirðir y decidió recuperar las posesiones familiares en Eyjafjörður. Navegó con sus hombres por mar en pequeñas naves y no había recorrido mucho camino cuando se encontró con las fuerzas de Kolbeinn el Joven, que eran superiores a las de Þórður y se enfrentaron en una batalla naval conocida históricamente como Flóabardagi. No hubo un claro ganador, pero el ejército de Kolbeinn sufrió graves pérdidas.
Un año más tarde, en 1245 Kolbeinn murió y Brandur Kolbeinsson tomó el mando del clan Ásbirningar. Mientras tanto, las fuerzas de Þórður continuaron fortaleciéndose y se enfrentaron de nuevo con Brandur, en la Batalla de Haugsnes, el conflicto más sangriento de la historia islandesa donde alrededor de 100 almas fallecieron. La batalla se inclinó a favor de Þórður, que le convirtió en el hombre más poderoso de Islandia. En 1250, el rey Haakon IV solicitó que regresara a Noruega ya que la corona estaba interesada en la isla. En 1256 Þórður murió sin haber pisado de nuevo Islandia.
Su historia se relata en Þórðar saga kakala de la saga Sturlunga.